# کورنلا (نبراسکا)
کورنلا(به انگلیسی: Cornlea) شهری در ایالت نبراسکا کشور ایالات متحده آمریکا است که جمعیت آن در سرشماری سال ۲۰۱۰ میلادی، ۳۶ نفر بوده‌است.